# Johannes Deutsch

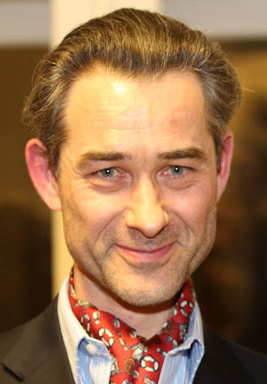
Johannes Deutsch (2015)

Johannes Deutsch (* 22. Oktober 1960 in Linz) ist ein österreichischer Maler, Grafiker und Medienkünstler.

## Leben und Wirken
Deutsch besuchte von 1975 bis 1980 die Höhere Lehranstalt und Meisterschule für Kunst und Design an der HTBLA in Linz. Von 1984 bis 1988 arbeitete er als Kustos am Sigmund Freud Museum in Wien.
1990 nahm er ein Auslandsstipendium des Oberösterreichischen Landeskulturbeirates in Anspruch. Von 1990 bis 1992 absolvierte er ein Postgraduate-Studium am Städelschule-Institut für Neue Medien an der Staatlichen Hochschule für Bildende Künste Frankfurt.
Seine Werke befinden sich in zahlreichen österreichischen und mehreren ausländischen öffentlichen Sammlungen. Er schuf Werke im Rahmen von Kunst am Bau und für Kunst im öffentlichen Raum und ist Urheber zahlreicher Medienkunst-Projekte.
Deutsch ist seit 1990 Mitglied beim Forum Stadtpark in Graz, seit 1993 bei der Künstlervereinigung MAERZ und seit 1998 Künstlerhaus Wien.

## Ausstellungen (Auswahl)
Deutsch präsentiert seine Werke im Rahmen von Einzel- und Gemeinschaftsausstellungen im In- und Ausland.
- Computerbildsequenzen, Neue Galerie am Landesmuseum Joanneum Graz, Graz, 1992
- Film und Malerei, Museum Moderner Kunst Stiftung Ludwig Wien, Wien, 1992
- Objekt-Raum-Bildbeziehung, Galerie März, Linz, 1993
- Computerbilder, Städtisches Kunstmuseum, Ljubljana, 1994
- Museum für zeitgenössische Kunst, Zagreb, 1995
- Auf dem Weg zur Vorstellung, vor dem Hintergrund der Wirklichkeit, Museum Moderne Kunst, Rijeka, 1995
- Farbschichtenabhandlung, Kunsthalle Wien, Schaufenster, Wien, 1996
- Das Gesicht mit dem Linzlicht, Nordico, Museum der Stadt Linz, Linz, 1997
- Tiroler Landesmuseum, Innsbruck, 1998
- Kunstmuseum Bonn, Bonn, 1998
- Frankfurter Kunstverein, Frankfurt, 1998
- Aus dem Zentrum der Verflechtung, Kunsthalle Krems, Krems, 1998
- Paarlauf der finsteren Trichter, Künstlerhaus Wien, 2000
- Changieren des Blicks – Im Vorbeigehen 8, Institut für Kunst, KTU, Linz, 2004
- Vision Mahler – Video, Partituren, Skizzen, Museum der Moderne Salzburg, Salzburg, 2007
- Zeit Perlen, Künstlerhaus, Wien, 2010

## Auszeichnungen
- 3. Preis des 8. Römerquelle-Kunstwettbewerbs, 1988
- Preis des Landes Oberösterreich des 24. Österreichischen Grafik-Wettbewerbs, 1994

## Medien
- Johannes Deutsch in Lust aufs Leben, in: ORF Oberösterreich vom 21. Juni 2013